# Cryptosysteem
Met een cryptosysteem wordt in de informatica in brede zin ieder cryptografisch systeem bedoeld, ofwel ieder computersysteem waarin gebruik wordt gemaakt van de encryptiemethoden of cijfers uit de cryptografie. Enkele voorbeelden hiervan zijn hashfuncties, digitale handtekeningen en technieken die voor het beheer van de in het systeem gebruikte sleutels worden gebruikt. Cryptografische systemen bestaan over het algemeen uit ingewikkelde combinaties van cryptografische primitieven. Hierdoor is het systeem als geheel meestal eenvoudiger te kraken dan elk van de onderliggende algoritmen afzonderlijk. 
Met een cryptosysteem wordt in engere zin alleen een specifieke reeks algoritmen, meestal drie, bedoeld die voor het beheer van de te gebruiken sleutels, voor de versleuteling en voor de ontsleuteling van een bericht zorgen. Nog specifieker verwijst cryptosysteem naar de eerste van deze drie, dus die voor de sleutel verantwoordelijk is. Meestal gaat het daarbij om publieke sleutels ofwel asymmetrische cryptografie.
Om spraakverwarring te voorkomen raadt de Internet Security Glossary het door elkaar gebruiken van cryptosysteem en cryptografisch systeem af.